# A Snow Capped Romance
A Snow Capped Romance è il secondo album della band metalcore 36 Crazyfists. È stato messo in commercio il 16 marzo 2004 dalla Roadrunner Records. I due singoli, At the End of August e Bloodwork, si trovano come colonne sonore nel film Resident Evil: Apocalypse.

## Tracce
1. At the End of August – 3:57
2. The Heart and the Shape – 3:10
3. Bloodwork – 3:18
4. Kenai – 2:47
5. Skin and Atmosphere – 4:12
6. Song For the Fisherman – 1:27
7. With Nothing Underneath – 3:28
8. Destroy the Map – 3:47
9. Installing the Catheter – 3:51
10. Cure Eclipse – 3:32
11. Waterhaul – 4:49
12. Workhorse (Japanese bonus track) – 4:09
13. Sad Lisa (Cat Stevens) (Japanese bonus track) – 3:51

- Tutta la lirica è di Brock Lindow.
- Tuta la musica è stata scritta da Steve Holt e Thomas Noonan.

## Formazione
- Brock Lindow - voce
- Steve Holt - chitarra
- Mick Whitney - basso
- Thomas Noonan - batteria

## Crediti
- Brock Lindow - voce
- Steve Holt - chitarrista, voce secondaria, Produttore
- Mick Whitney - basso
- Thomas Noonan - batterista
- James Paul Wisner - Produttore
- Mark Green - assistente
- Andy Sneap - mixer
- Josh Rothstein - fotografo
- Berit Monsen-Keene - fotografo
- Norma Mendoza - voce vettura
- Raithon Clay di Plans To Make Perfect - voce addizionale di Destroy the Map
- Sarah Reeder - voce parlata di Installing the Catheter
- Monte Conner - A&R
- Marc Loren - ingegnere assistente